# Dekanat bereski
Dekanat bereski (dawniej berezowski) – jeden z dziewięciu dekanatów wchodzących w skład eparchii brzeskiej i kobryńskiej Egzarchatu Białoruskiego Patriarchatu Moskiewskiego.

## Parafie w dekanacie
- Parafia św. Michała Archanioła w Berezie
  - Cerkiew św. Michała Archanioła w Berezie
- Parafia Świętych Apostołów Piotra i Pawła w Berezie
  - Cerkiew Świętych Apostołów Piotra i Pawła w Berezie
  - Kaplica Wszystkich Świętych w Szylinie
- Parafia św. Serafina z Sarowa w Białooziersku
  - Cerkiew św. Serafina z Sarowa w Białooziersku
- Parafia św. Włodzimierza Wielkiego w Bronnej Górze
  - Cerkiew św. Włodzimierza Wielkiego w Bronnej Górze
- Parafia Świętych Cierpiętników Carskich w Chrysie
  - Cerkiew Świętych Cierpiętników Carskich w Chrysie
- Parafia św. Mikołaja Cudotwórcy w Czerniakowie
  - Cerkiew św. Mikołaja Cudotwórcy w Czerniakowie
- Parafia św. Serafina z Sarowa w Maleczu
  - Cerkiew św. Serafina z Sarowa w Maleczu
- Parafia Podwyższenia Krzyża Pańskiego w Matwiejewiczach
  - Cerkiew Podwyższenia Krzyża Pańskiego w Matwiejewiczach
- Parafia Świętej Trójcy w Międzylesiu
  - Cerkiew Świętej Trójcy w Międzylesiu
- Parafia Świętej Trójcy w Piaskach
  - Cerkiew Świętej Trójcy w Piaskach
- Parafia św. Mikołaja Cudotwórcy w Pierszamajskiej
  - Cerkiew św. Mikołaja Cudotwórcy w Pierszamajskiej
- Parafia Opieki Matki Bożej w Rewiatyczach
  - Cerkiew Opieki Matki Bożej w Rewiatyczach
- Parafia Zaśnięcia Najświętszej Maryi Panny w Sielcu
  - Cerkiew Zaśnięcia Najświętszej Maryi Panny w Sielcu
- Parafia św. Marii Magdaleny w Siehniewiczach
  - Cerkiew św. Marii Magdaleny w Siehniewiczach
- Parafia Ścięcia Głowy św. Jana Chrzciciela w Sokołowie
  - Cerkiew Ścięcia Głowy św. Jana Chrzciciela w Sokołowie
- Parafia św. Onufrego w Sporowie
  - Cerkiew św. Onufrego w Sporowie
- Parafia św. Jana Teologa w Stryhinie
  - Cerkiew św. Jana Teologa w Stryhinie
- Parafia Narodzenia Najświętszej Maryi Panny w Zdzitowie
  - Cerkiew Narodzenia Najświętszej Maryi Panny w Zdzitowie

## Galeria

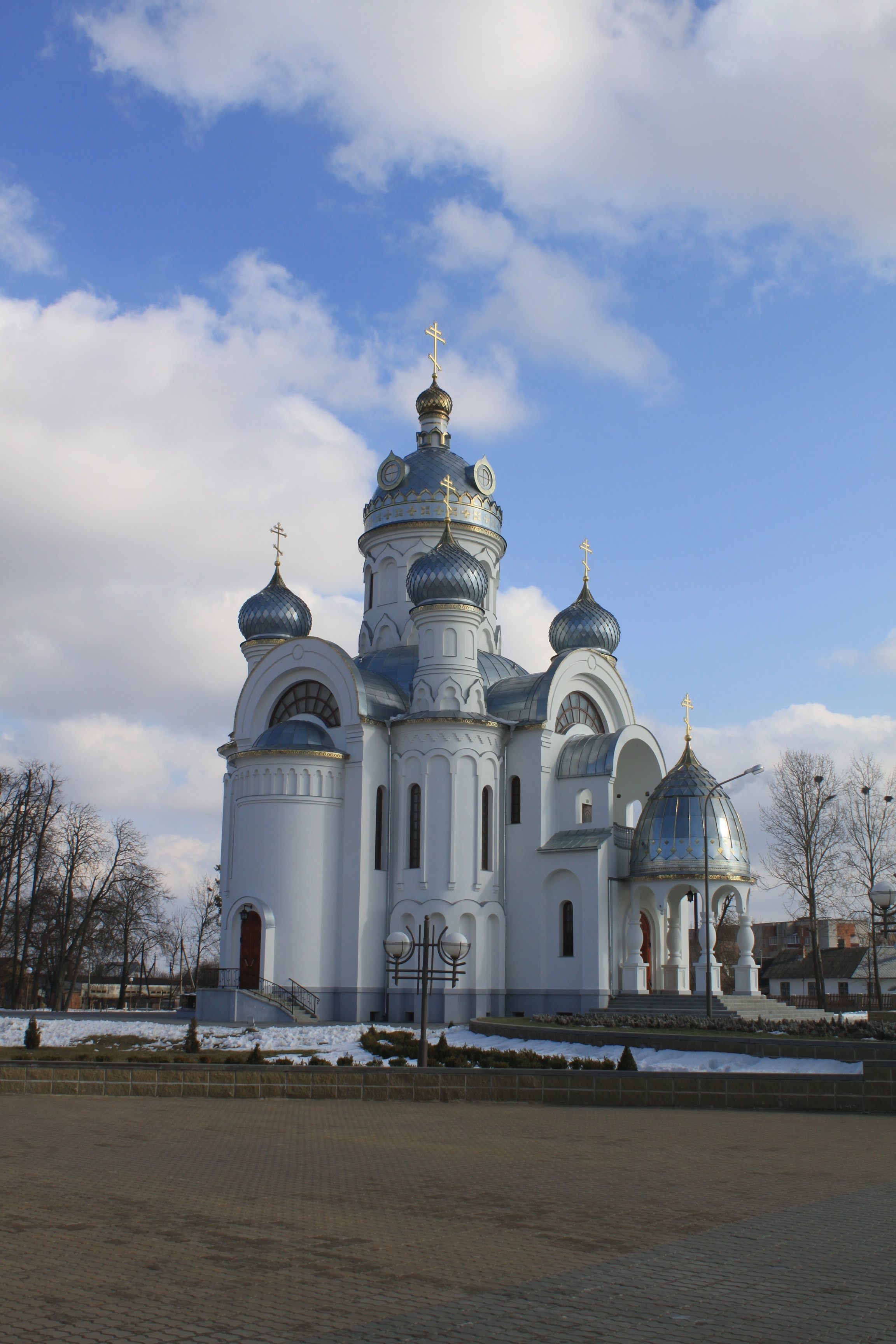
Cerkiew św. Michała Archanioła w Berezie
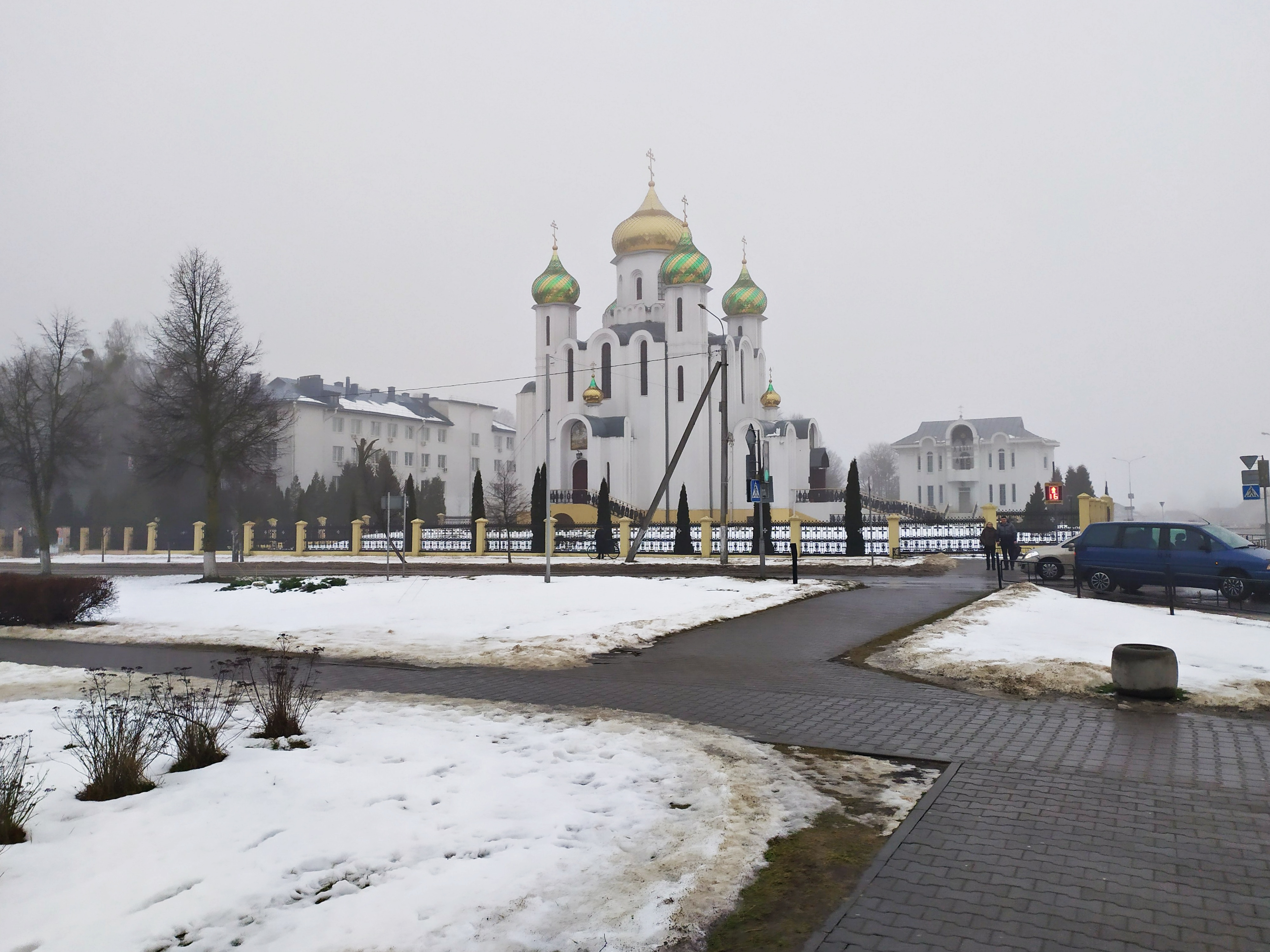
Cerkiew św. Serafina z Sarowa w Białojeziorsku
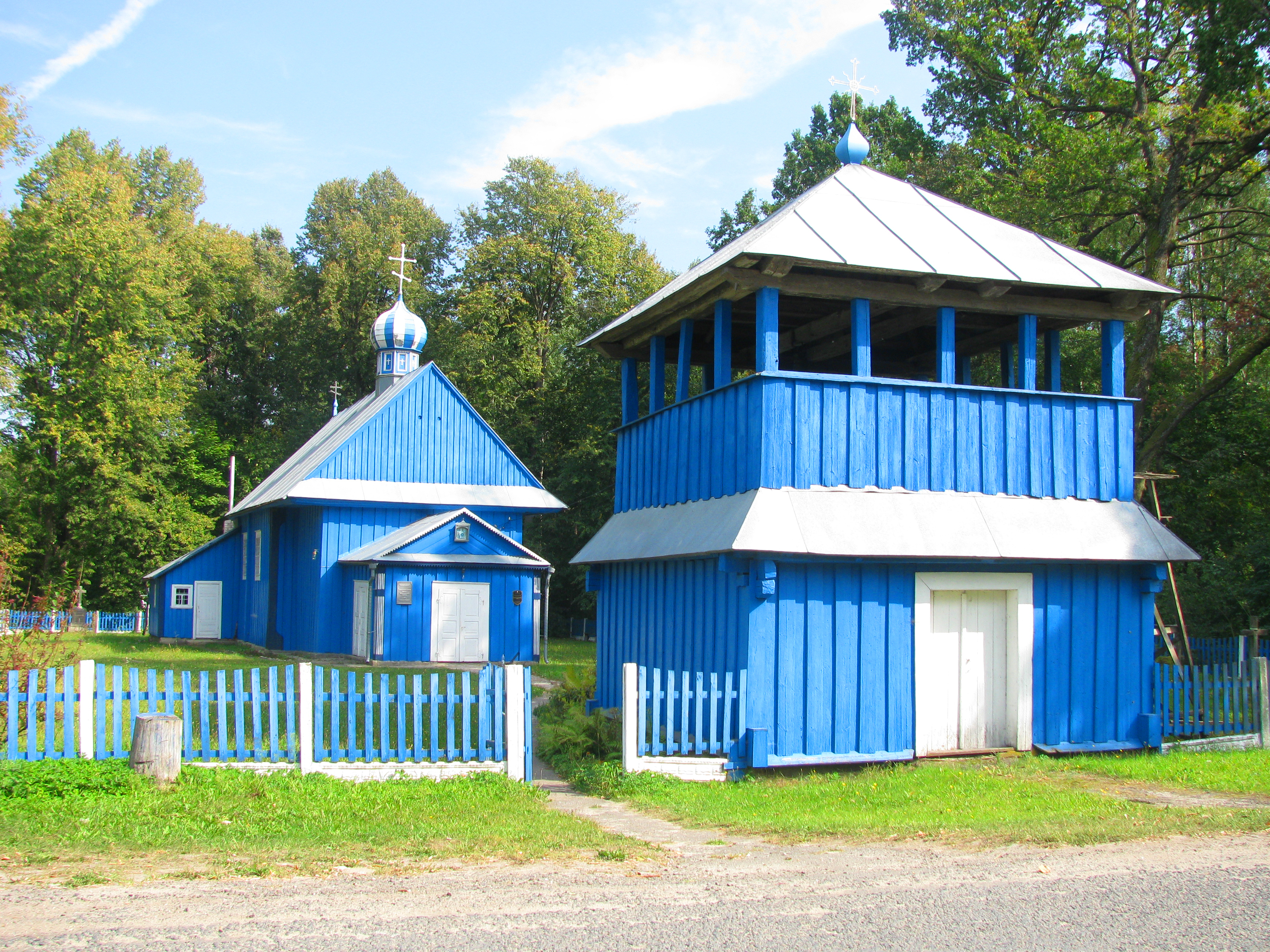
Cerkiew św. Mikołaja Cudotwórcy w Czerniakowie
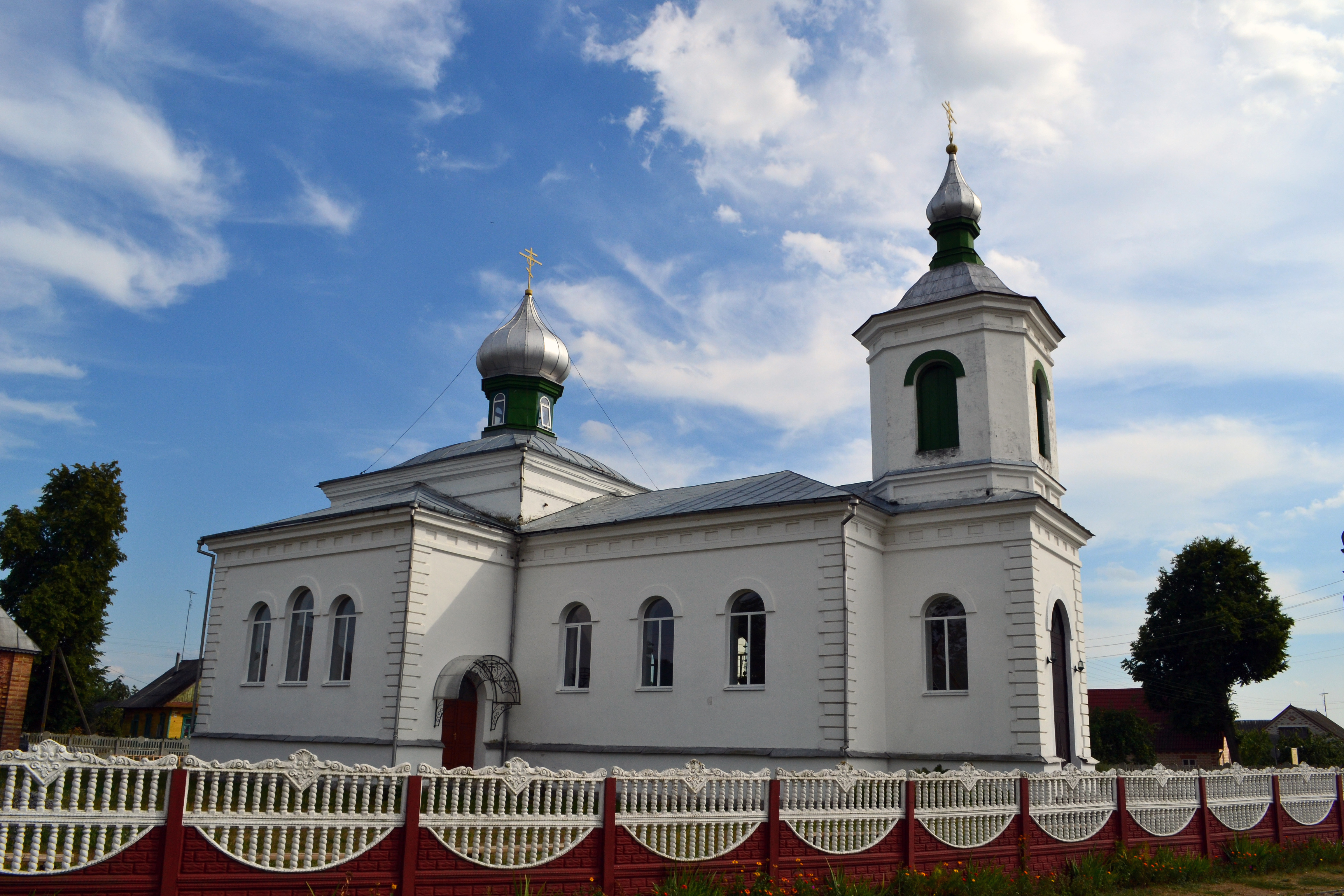
Cerkiew św. Szymona Słupnika w Maleczu
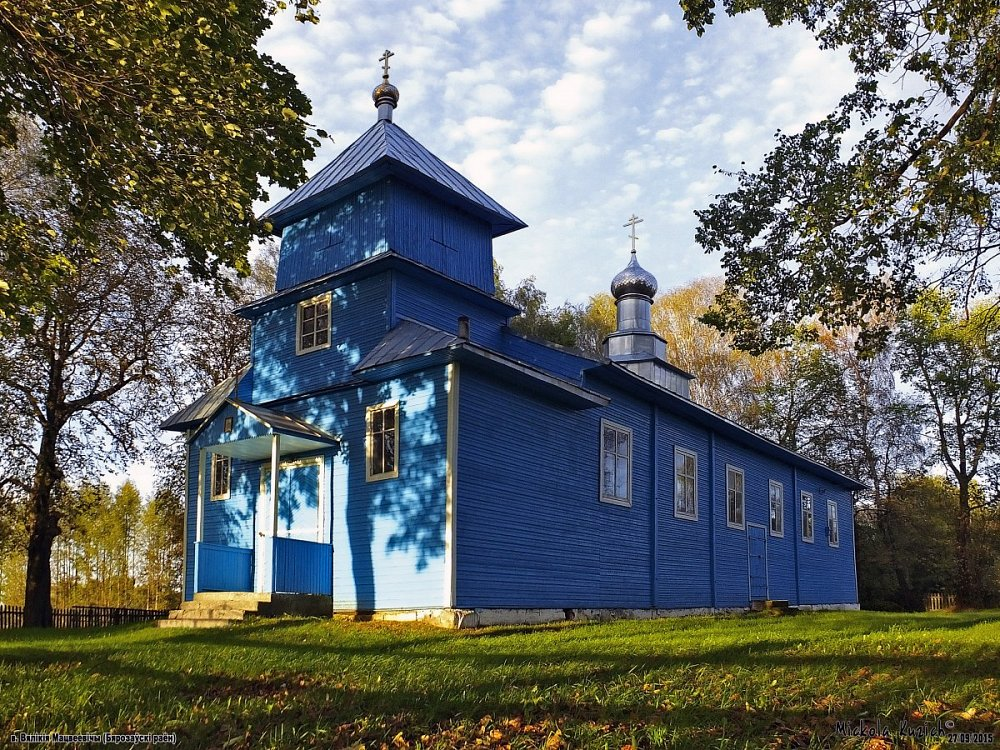
Cerkiew Podwyższenia Krzyża Pańskiego w Matwiejewiczach
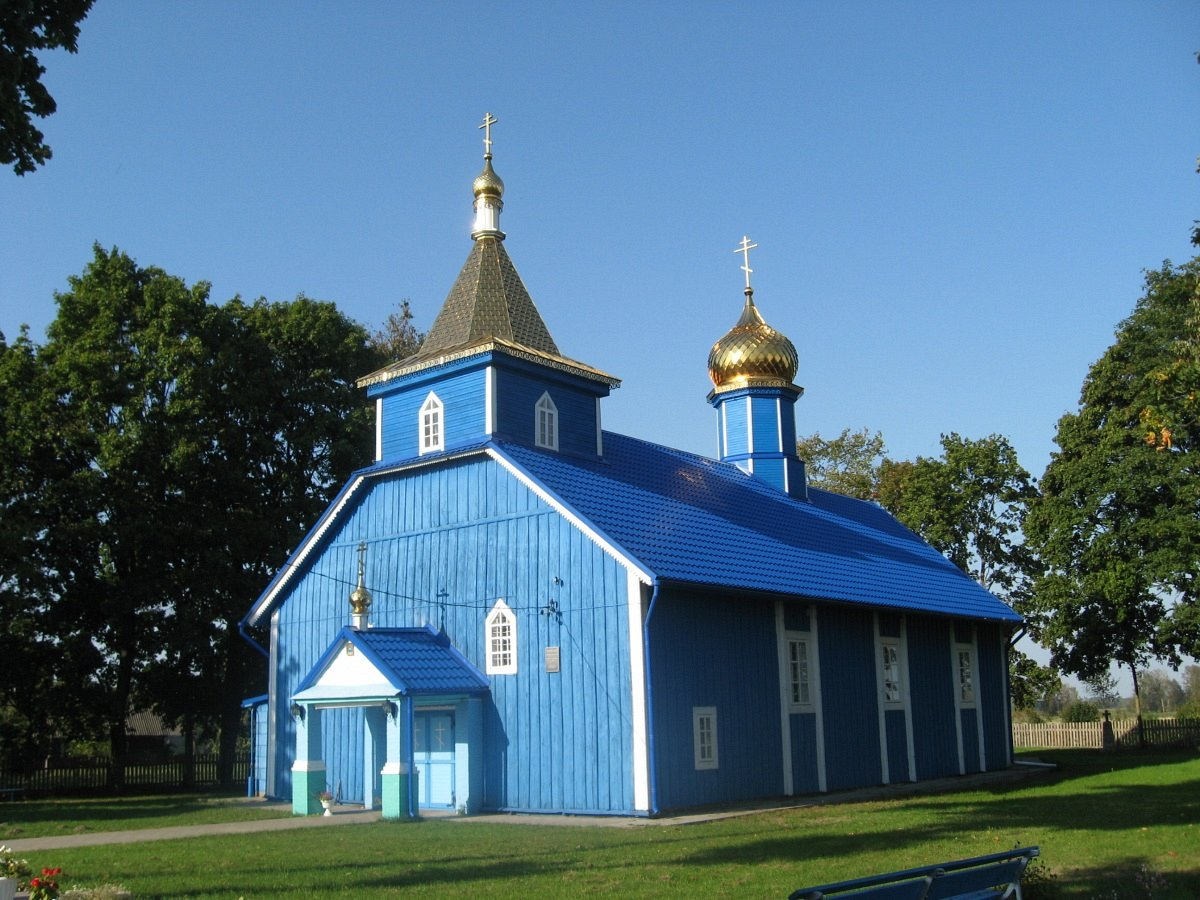
Cerkiew Świętej Trójcy w Piaskach
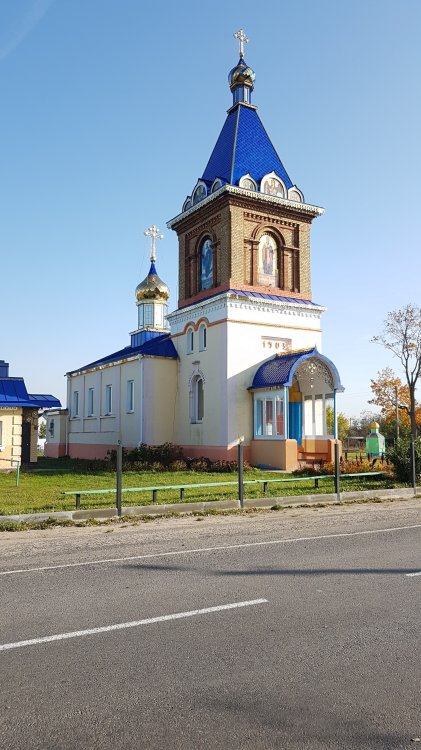
Cerkiew św. Mikołaja Cudotwórcy w Pierwszomajskiej
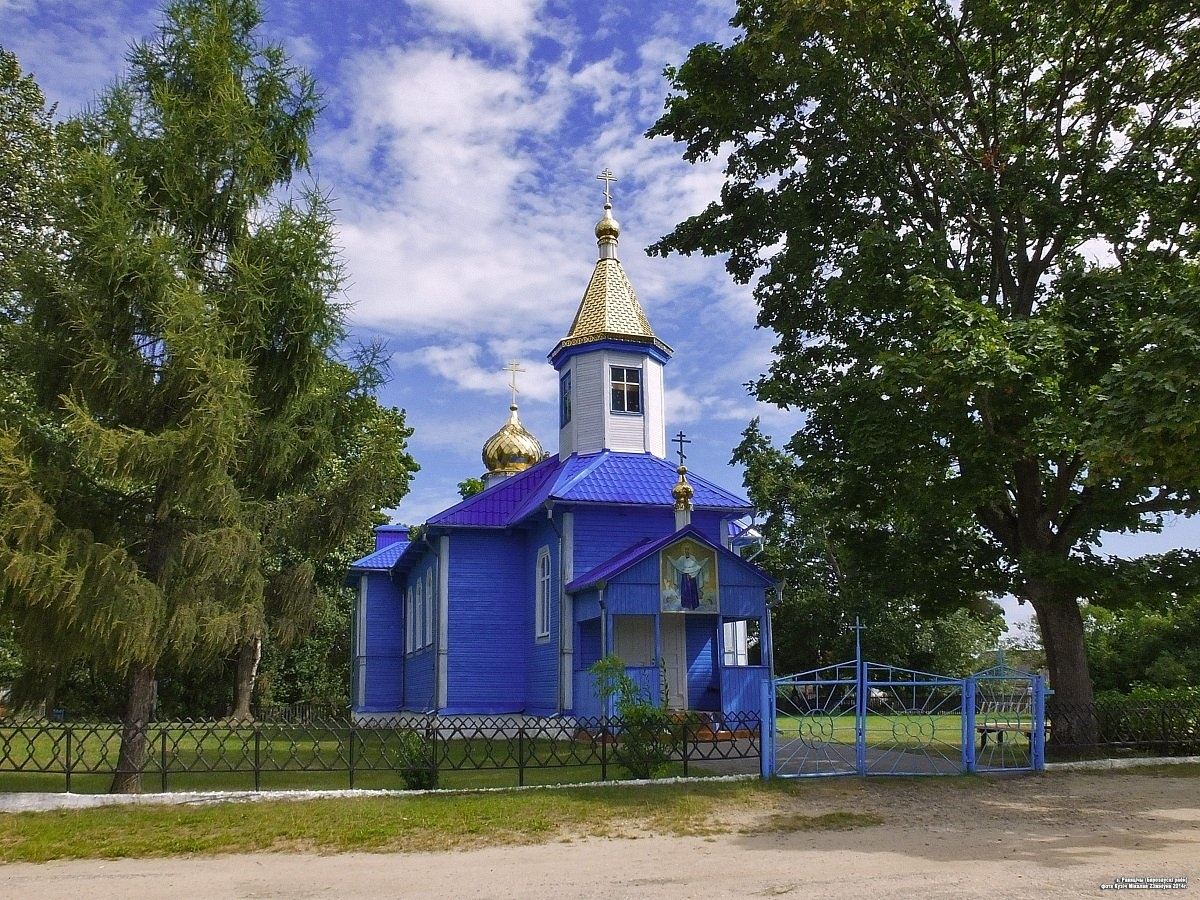
Cerkiew Opieki Matki Bożej w Rewiatyczach
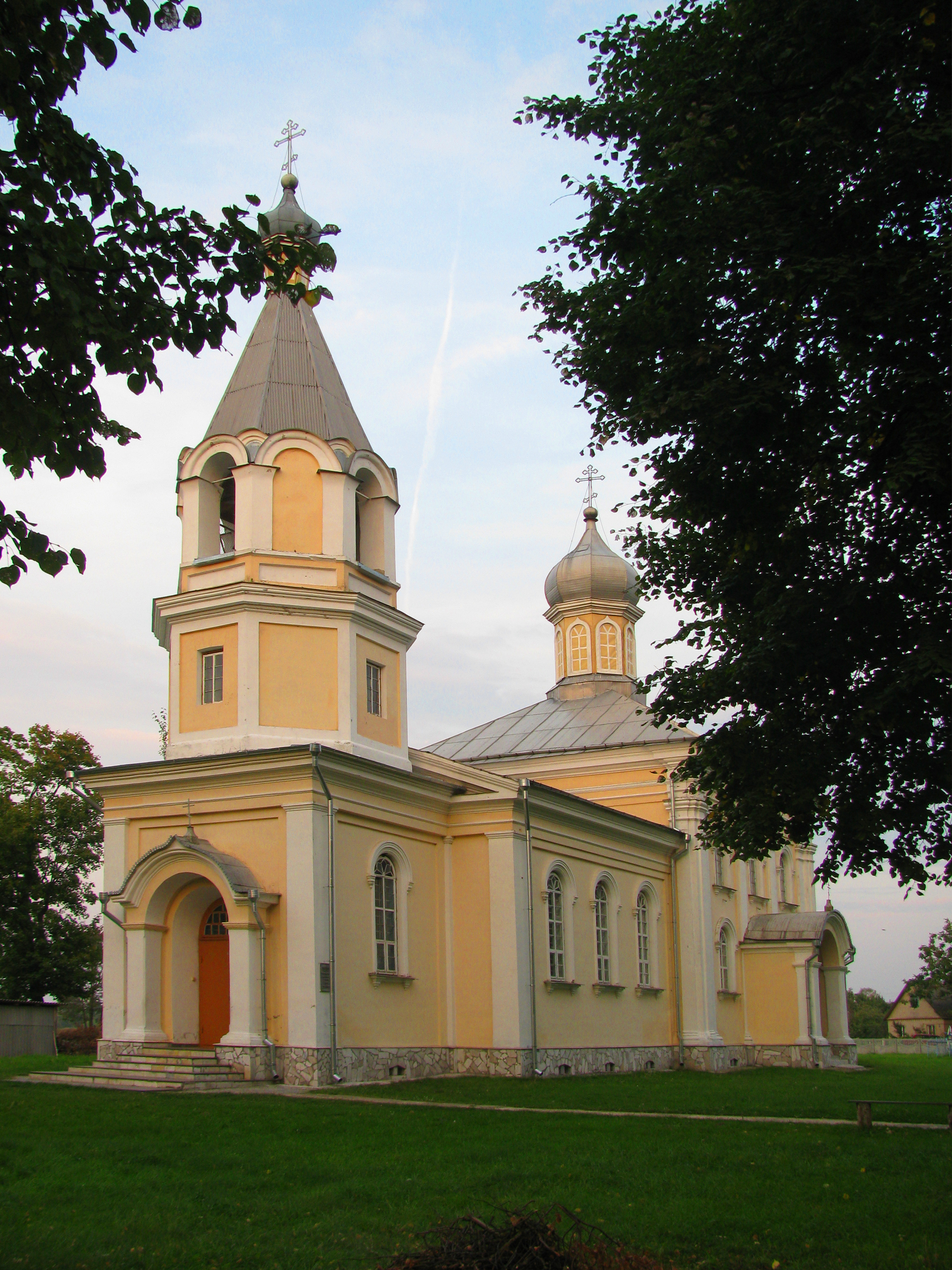
Cerkiew Zaśnięcia Najświętszej Maryi Panny w Sielcu
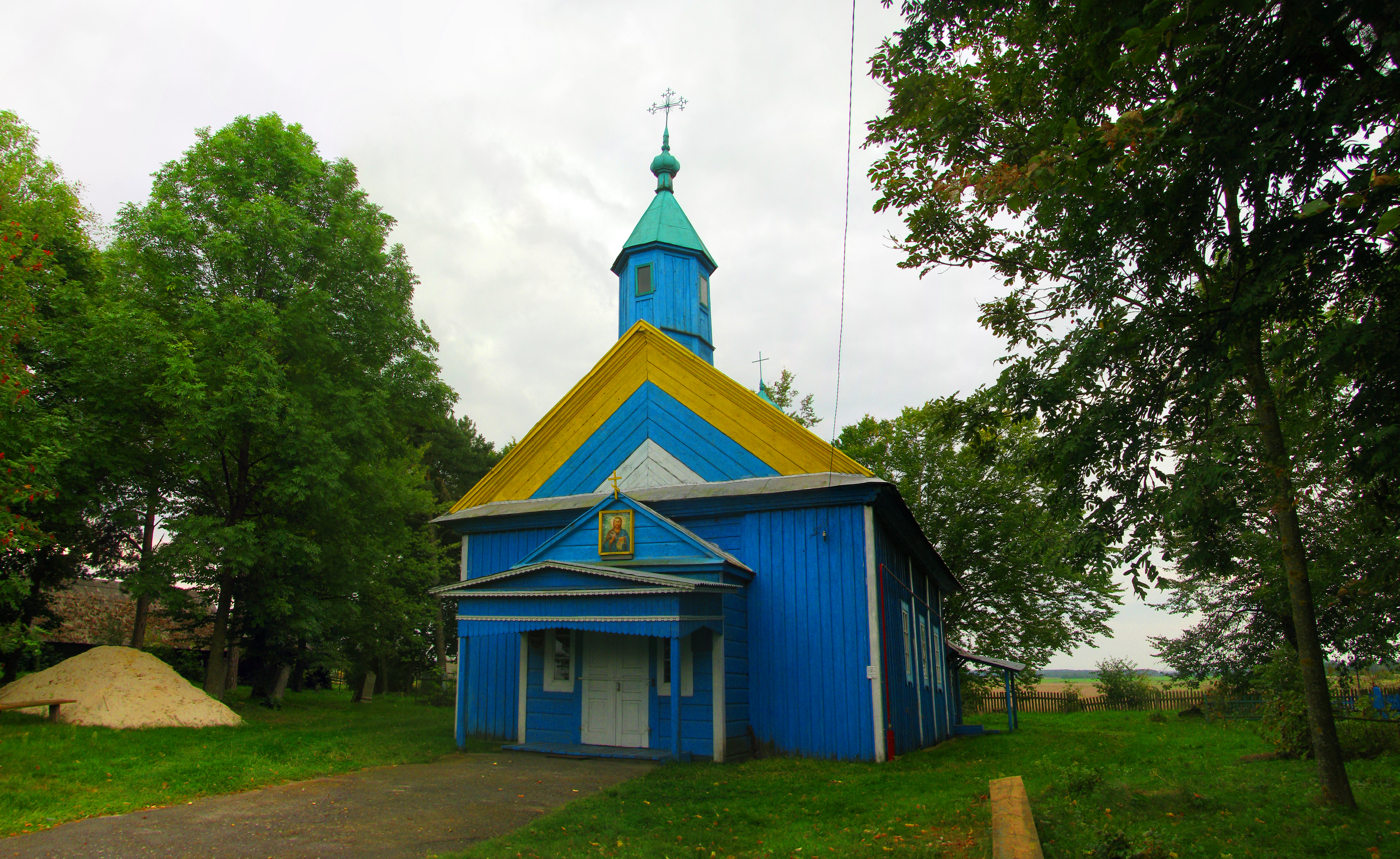
Cerkiew Ścięcia Głowy św. Jana Chrzciciela w Sokołowie
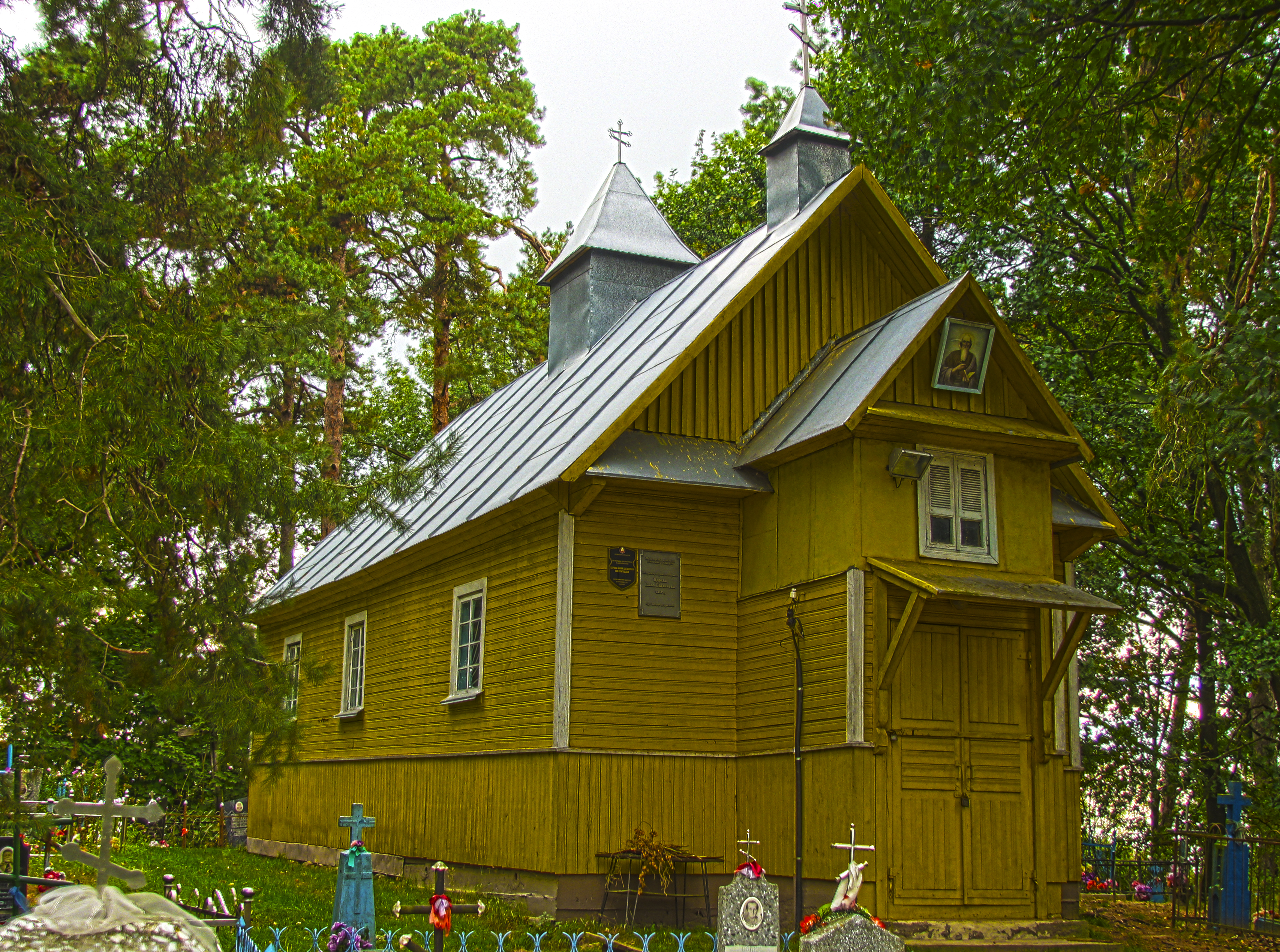
Cerkiew św. Jana Teologa w Stryhinie
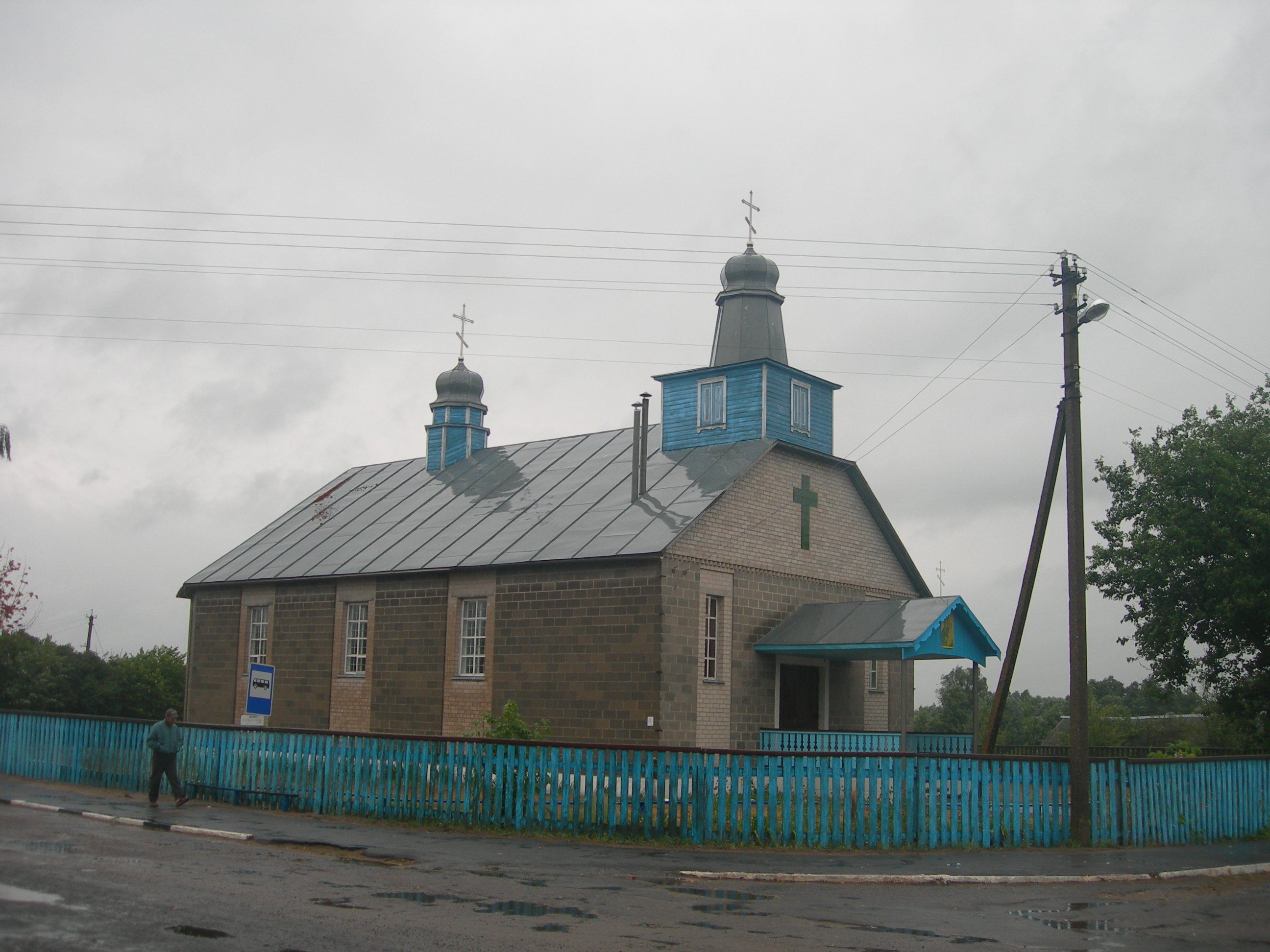
Cerkiew Narodzenia Najświętszej Maryi Panny w Zdzitowie